# Tony Baldry

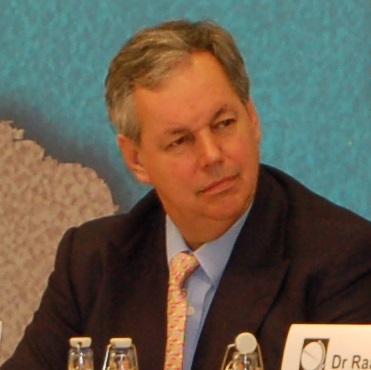

Antony (Tony) Brian Baldry, född 10 juli 1950, är en brittisk politiker inom konservativa partiet. Han representerade valkretsen Banbury i underhuset från 1983 till 2015.
Han tog examen vid Sussex universitet och började arbeta inom det militära där han nådde överstes grad.
Under John Majors tid som premiärminister arbetade han vid energidepartementet, miljödepartementet samt utrikesdepartementet innan han 1995 blev minister med ansvar för jordbruk, fiske och mat. Han behöll posten till partiets nederlag vid valet 1997.